# Jan Dominik Zajączkowic
Jan Dominik Zajączkowic (Zajączkowski) (data urodzenia nieznana, zm. 1717 w Krakowie) – polski lekarz, doktor filozofii i medycyny.

## Biografia
Studiował na Uniwersytecie Krakowskim. W 1672 uzyskał tam bakalaureat, w 1674 magisterium na Wydziale Sztuk Wyzwolonych, a do 1675 doktorat z filozofii. W tym też roku został wpisany do księgi nacji polskiej na Uniwersytecie w Padwie jako magister artium i doctor philosophiae.
We Włoszech przebywał do 1684, po czym wrócił do Krakowa i rozpoczął praktykę lekarską. W 1695 opublikował dwie prace, poświęcone apopleksji i zawierające rozważania z zakresu filozofii przyrody. Na ich podstawie został w 1695 profesorem na Wydziale Lekarskim Uniwersytetu Krakowskiego. W 1697 i 1704 występował z projektem zreformowania studiów lekarskich. Zajączkowic pracował również jako lekarz nadworny króla Jana III Sobieskiego.

## Filozofia przyrody
Zajączkowic był eklektykiem, łączącym dwa nurty filozoficzne: „filozofię starą” (scholastyczny arystotelizm) i „nową”. Do tej drugiej zaliczał różne stanowiska filozofii nowożytnej (René Descartes, Pierre Gassendi, Bernardino Telesio), nowożytnie odczytanych autorów starożytnych (np. Platon, Pitagoras czy Lukrecjusz), takich nowożytnych przyrodników jak Galileusz, Mikołaj Kopernik czy Francis Bacon, a w medycynie Paracelsusa i Johann Helmont. Starał się łączyć te dwa skonfliktowane nurty filozoficzne, skłaniając się raczej ku stanowisku nowemu . W szczególności, krytykował czysto teoretycznych rozważań scholastyków i bronił empirycznego podejścia w medycynie. Był zwolennikiem rozwoju naukowych metod badawczych, opartych na doświadczeniu i eksperymencie. Podstawą wiedzy medycznej miało być „nie budzące wątpliwości świadectwo oczu oraz stałe, po tysiąckroć razy przeprowadzane doświadczenie”. Jego podejście do badań było charakterystyczne dla wczesnej nowożytności. Łączyło badania empiryczne z ezoteryką, alchemią, magią i astrologią, w dużej mierze pod wpływem Paracelsusa i Helmonta. Filozofia była u niego dyscypliną elitarną, której nie powinno się dzielić z pospólstwem.

## Dzieła
- (1695) Optimum Elixir Apoplexia Mundanae Sapienta Sev Oratio In rebus Mundanis vim maximam Sapientia Demonstrans[5];
- (1695) Quaestio medica de apoplexia[6].